# Turmhügel Badberg
Der Turmhügel Badberg ist eine abgegangene hoch- oder spätmittelalterliche Turmhügelburg (Motte) auf 545 m ü. NHN unmittelbar südwestlich von Badberg, einem Ortsteil der Gemeinde Lengdorf im Landkreis Erding in Bayern. Neben dem Turmhügel befinden sich in unmittelbarer Nähe noch die beiden Burgställe Alte Schanze und Badberg.
Von der ehemaligen Mottenanlage ist noch der Turmhügel erhalten. Die Stelle ist heute als Bodendenkmal Nummer D-1-7738-0012: Burgstall des hohen oder späten Mittelalters geschützt.